# 26960 Liouville
26960 Liouville è un asteroide della fascia principale. Scoperto nel 1997, presenta un'orbita caratterizzata da un semiasse maggiore pari a 2,3965765 UA e da un'eccentricità di 0,1550630, inclinata di 6,55499° rispetto all'eclittica.